# Serralada d'Owen Stanley
La serralada d'Owen Stanley és una formació muntanyosa que ocupa l'extrem est de l'illa de Nova Guinea a Papua Nova Guinea, i és part de la Serralada Central que travessa tota illa. El primer visitant europeu a albirar-la, i de qui rebé el nom, va ser el capità britànic Owen Stanley, el 1849 mentre feia un reconeixement de la costa de Papua (no la trepitjà). El seu punt més alt és el Mont Victòria, amb 4.038 metres, mentre que el seu cim més prominent és el Mont Suckling.
L'extrem oriental de la serralada és el Mont Victòria, que va ser escalat per Sir William MacGregor el 1888, i s'exten a l'oest fins al Mont Thynne i Lilley. Però el nom d'Owen Stanley també s'empra per designar tota la cadena de la península de Papua, des del Mont Chapman 3.376 m fins a l'extrem sud-est de l'illa, i per incloure el Mont Albert Edward 3.990 m, que en realitat està separat per la cadena Wharton. El 2006, la serralada i el Sender de Kokoda van ser proposades davant la UNESCO per ser nomenades patrimoni de la humanitat.

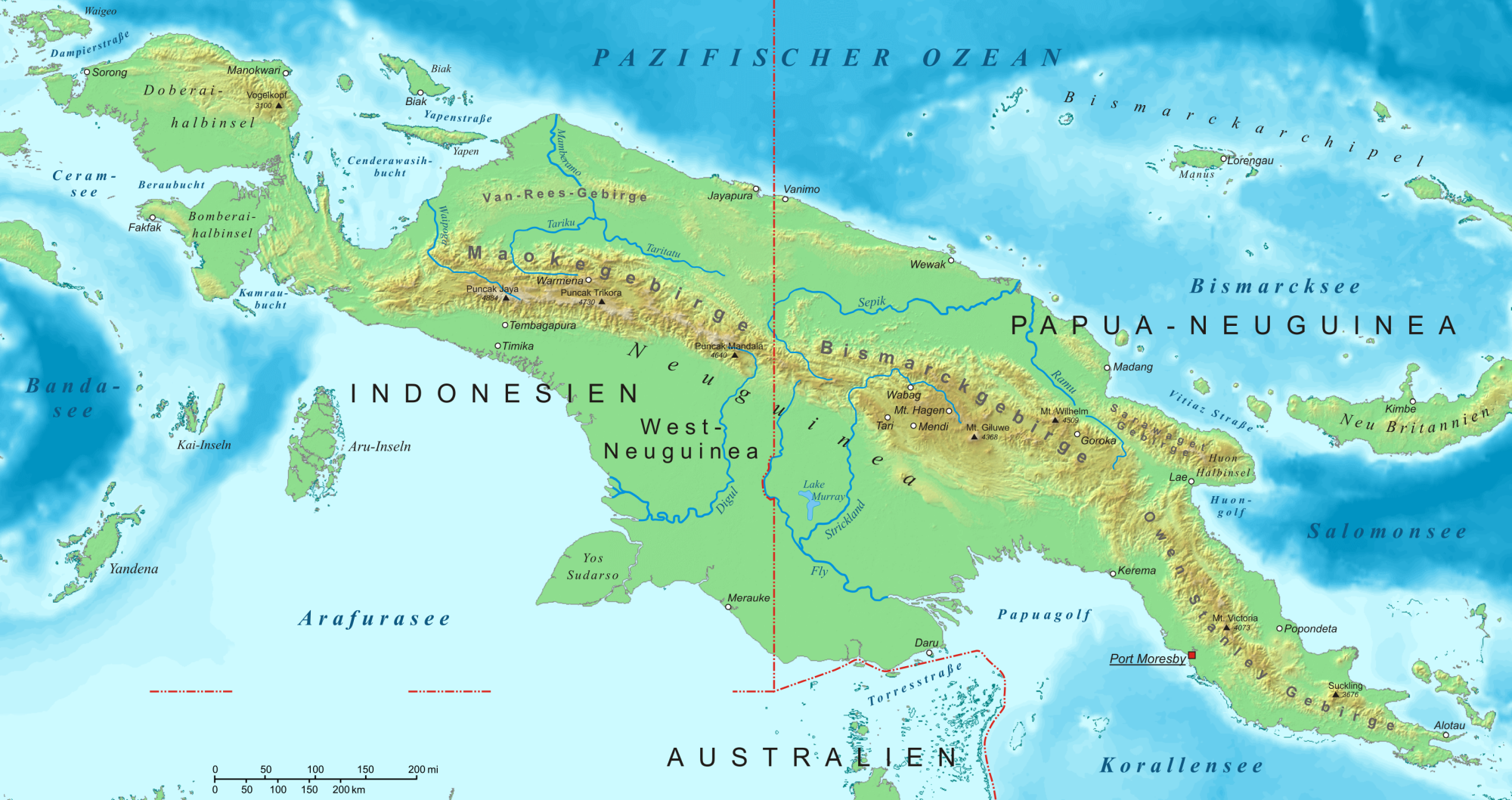
Mapa físic de l'illa de Nova Guinea, amb el nom de les principals serralades.

## Geografia i Història
La serralada està flanquejada per un terreny accidentat i difícil, sobretot al costat sud-oest. Hi ha pocs passos practicables, el més fàcil és el famós Kokoda Track, que creua la serralada entre Port Moresby i Buna i que es va utilitzar durant més de 50 anys com a ruta postal terrestre regular. Una altra ruta utilitzada pels 900 homes del 2n Batalló dels EUA, 126è Regiment d'Infanteria, 32a Divisió, va ser el Kapa Kapa Trail, paral·lel a només 48 km al sud-est del Kokoda Track. Van trigar gairebé cinc setmanes a cobrir els 210 km de la pista per un terreny selvàtic extraordinàriament difícil, del 14 d'octubre al 20 de novembre de 1942.

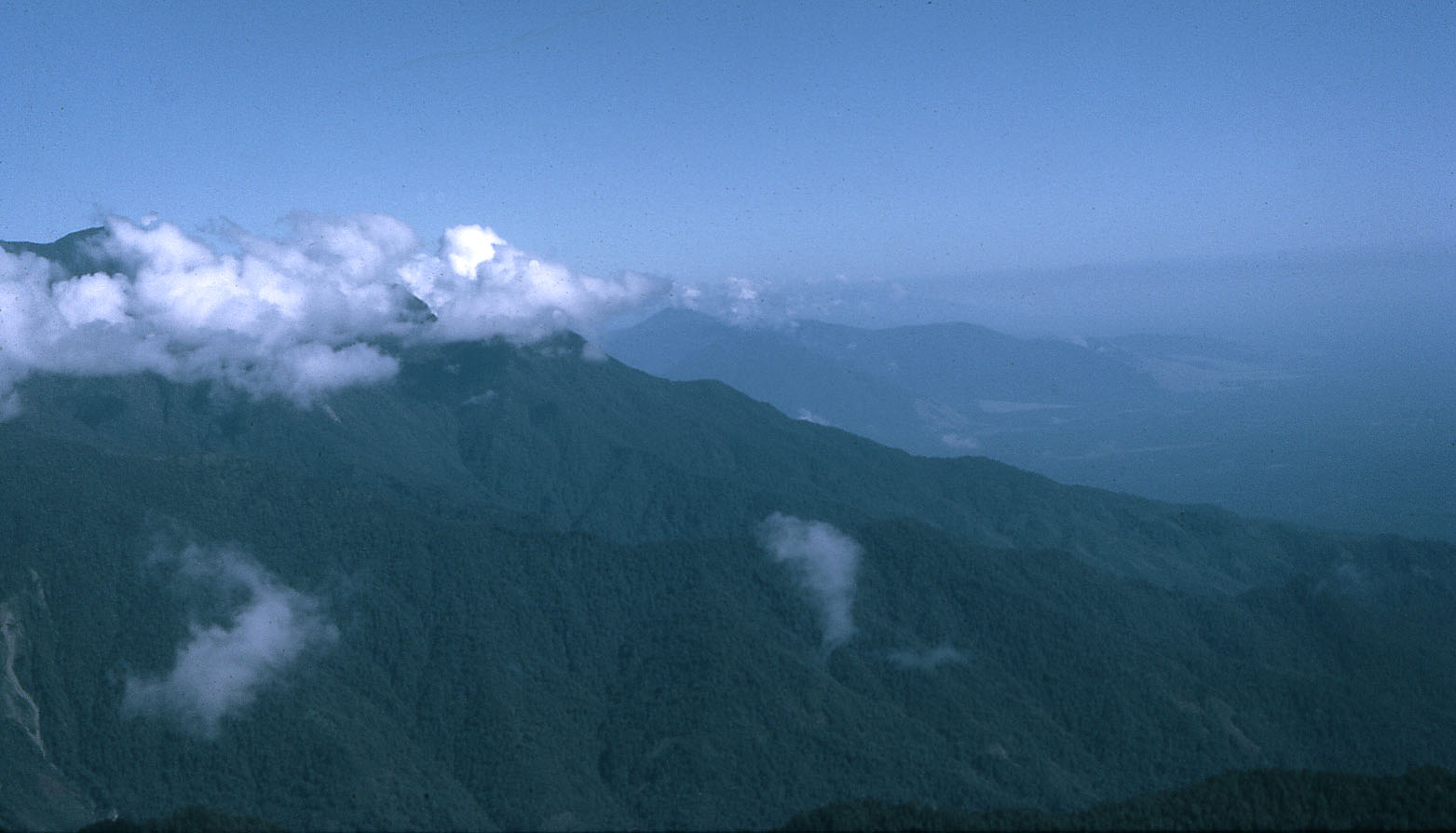
Muntanyes cobertes de selva a la serralada d'Owen Stanley en Papua Nova Guinea central

Les carreteres per a vehicles, tot i que no són impossibles, són molt difícils i cares de construir. De fet, se'n va construir una durant la Segona Guerra Mundial, creuant des de Wau al nord fins a Bulldog al sud, i es coneixia com la Pista de Bulldog. Va ser en gran part a causa de la impossibilitat de transportar equipament pesat a través de la serralada que els japonesos no van aconseguir assegurar-se Port Moresby com a base a principis de 1942. Les muntanyes són accidentades i escarpades, amb altiplans fèrtils ocasionals que estan ocupats per horts nadius.

## Epònims
Dues espècies de rèptils reben el nom de la serra Owen Stanley: Papuascincus stanleyanus i Toxicocalamus stanleyanus.